# Джимиляно
Джимиля̀но (на италиански: Gimigliano) е малко градче и община в Южна Италия, провинция Катандзаро, регион Калабрия. Разположено е на 600 m надморска височина. Населението на общината е 3408 души (към 2012 г.).